# Dale Hoganson
Dale Gordon Hoganson (* 8. Juli 1949 in North Battleford, Saskatchewan) ist ein ehemaliger kanadischer Eishockeyspieler, der im Verlauf seiner aktiven Karriere zwischen 1965 und 1982 unter anderem 354 Spiele für die Los Angeles Kings, Canadiens de Montréal und Nordiques de Québec in der National Hockey League (NHL) sowie 405 weitere für die Nordiques de Québec und Birmingham Bulls in der World Hockey Association (WHA) auf der Position des Verteidigers bestritten hat. Sein Cousin Paul Hoganson war ebenfalls professioneller Eishockeyspieler.

## Karriere
Hoganson verbrachte seine Juniorenzeit zwischen 1965 und 1969 bei den Estevan Bruins, mit denen er zunächst dem Ligabetrieb der Saskatchewan Junior Hockey League (SJHL) und später dann den Vorgängerligen der späteren Western Hockey League (WHL) angehörte. Gleichzeitig besuchte er die University of Alberta. Die Zeit in Estevan war für den Verteidiger überaus erfolgreich. Neben dem Gewinn des President’s Cup, der Meisterschaftstrophäe der damaligen Western Canada Hockey League (WCHL), nahmen die Bruins mit Hoganson in ihren Reihen dreimal am prestigeträchtigen Memorial Cup teil. Er selbst sammelte zwei Berufungen in das First All-Star Team der Liga, erhielt die Bill Hunter Memorial Trophy als bester Abwehrspieler der Liga und wurde schließlich im NHL Amateur Draft 1969 in der zweiten Runde an 16. Position von den Los Angeles Kings aus der National Hockey League (NHL) ausgewählt.
Im Sommer 1969 holten die Los Angeles Kings den 20-Jährigen umgehend in den Profibereich und setzten ihn in seiner Rookiesaison 49-mal in der NHL sowie 19-mal in ihrem Farmteam Springfield Kings in der American Hockey League (AHL) ein. Nachdem er die folgende Spielzeit komplett bei den LA Kings verbracht hatte, folgte im November 1971 gemeinsam mit Denis DeJordy, Noel Price und Doug Robinson der Wechsel zu den Canadiens de Montréal, die im Gegenzug Rogatien Vachon an die Kalifornier abgaben. Während seiner eineinhalb Spieljahre bei den Habs wurden seine Transferrechte für die zu dieser Zeit mit der NHL in Konkurrenz stehenden World Hockey Association (WHA) von den Calgary Broncos erworben, die wenig später aber nach Cleveland umgesiedelt und in Cleveland Crusaders umbenannt wurden. Nachdem im Juni 1973 schließlich die Nordiques de Québec diese Rechte erworben hatten, Hoganson bei den Canadiens nur sporadisch zum Einsatz gekommen war und diese seine NHL-Rechte an die Atlanta Flames verkauften, entschied er sich zur Saison 1973/74 die Liga zu wechseln.
So spielte Hoganson zwischen 1973 und 1976 für die Nordiques in der WHA und etablierte sich dort zunächst. In seinen ersten beiden Spielzeiten sammelte er jeweils über 40 Scorerpunkte. Nach einer schwächeren Spielzeit 1975/76 transferierten die Franko-Kanadier den Defensivakteur im Juni 1976 zum Ligakonkurrenten Birmingham Bulls, die dafür im Oktober desselben Jahres Jim Dorey nach Québec abgaben. Bei den Bulls erlebte Hoganson mit 55 Scorerpunkten zunächst sein bestes Spieljahr seiner Karriere, verschlechterte sich aber im folgenden Jahr um mehr als 40 Punkte, sodass ihn die Bulls im Sommer 1978 an die Nordiques de Québec zurück verkauften. Mit den Nordiques wechselte Hoganson 1979 schließlich in die NHL, nachdem die WHA aufgelöst worden war. Die Atlanta Flames verzichteten dabei auf ihre Transferrechte. Im Sommer 1982 beendete im Alter von 33 Jahren und insgesamt 756 Spielen in NHL und WHA seine Karriere als Aktiver.

## Erfolge und Auszeichnungen
- 1968 President’s-Cup-Gewinn mit den Estevan Bruins
- 1968 CMJHL First All-Star Team
- 1969 Bill Hunter Memorial Trophy
- 1969 WCHL First All-Star Team

## Karrierestatistik
(Legende zur Spielerstatistik: Sp oder GP = absolvierte Spiele; T oder G = erzielte Tore; V oder A = erzielte Assists; Pkt oder Pts = erzielte Scorerpunkte; SM oder PIM = erhaltene Strafminuten; +/− = Plus/Minus-Bilanz; PP = erzielte Überzahltore; SH = erzielte Unterzahltore; GW = erzielte Siegtore; 1 Play-downs/Relegation; Kursiv: Statistik nicht vollständig)